# Andy Pilgrim
Andy Pilgrim, né le 18 août 1956 à Nottingham en Angleterre, est un pilote automobile né en Grande-Bretagne, qui est devenu citoyen américain en 1998. Il est pilote d'usine Cadillac dans le championnat SCCA World Challenge, où il a remporté le titre de champion de la catégorie GT en 2005, deuxième en 2007, 2008 et 2012, troisième en 2006 et 2013. Il s’est également classé quatrième en 2009 et 2010 avec une K-Pax Volvo. Il a également été pilote d'usine Corvette Racing de 1999 à 2003.

## Carrière

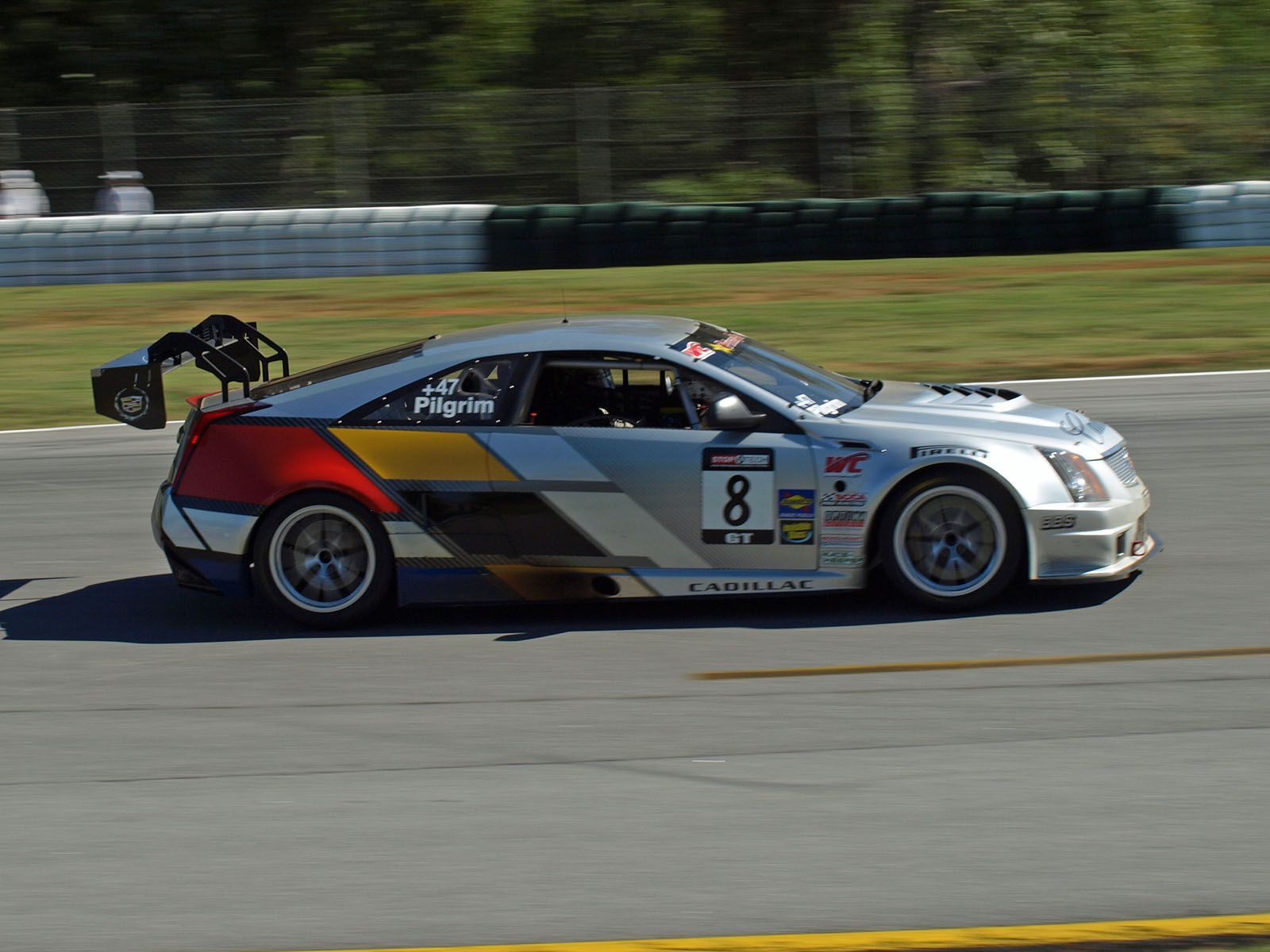
Cadillac CTS-V de Pilgrim en 2011.

Pour l'année 2016, Andy Pilgrim a participé au championnat United SportsCar Championship au sein de l'écurie Black Swan Racing en pilotant une Porsche 911 GT3 R pour la mini série Coupe d'Endurance d'Amérique du Nord qui regroupe les quatre principales courses du championnat (24 Heures de Daytona, 12 Heures de Sebring, 6 Heures de Watkins Glen et Petit Le Mans).

## Palmarès

### Résultats aux 24 Heures du Mans
| Année | Équipe                              | Coéquipiers                          | Voiture                 | Classe | Tours | Pos. | Class Pos. |
| ----- | ----------------------------------- | ------------------------------------ | ----------------------- | ------ | ----- | ---- | ---------- |
| 1996  | New Hardware Racing Parr Motorsport | Stéphane Ortelli Andrew Bagnall (en) | Porsche 911 GT2         | GT2    | 299   | 17e  | 4e         |
| 1997  | Roock Racing                        | André Ahrlé Bruno Eichmann (de)      | Porsche 911 GT2         | GT2    | 306   | 10e  | 2e         |
| 2000  | Corvette Racing                     | Franck Fréon Kelly Collins           | Chevrolet Corvette C5-R | GTS    | 327   | 10e  | 3e         |
| 2001  | Corvette Racing                     | Franck Fréon Kelly Collins           | Chevrolet Corvette C5-R | GTS    | 271   | 14e  | 2e         |
| 2002  | Corvette Racing                     | Franck Fréon Kelly Collins           | Chevrolet Corvette C5-R | GTS    | 331   | 13e  | 2e         |
| 2003  | Corvette Racing                     | Oliver Gavin Kelly Collins           | Chevrolet Corvette C5-R | GTS    | 326   | 11e  | 2e         |

### Championnat WeatherTech SportsCar
| Année | Ecurie            | Châssis           | Moteur                    | Classe | 1     | 2      | 3   | 4   | 5     | 6   | 7      | 8   | 9   | 10  | 11  | 12 | Position | Points |
| ----- | ----------------- | ----------------- | ------------------------- | ------ | ----- | ------ | --- | --- | ----- | --- | ------ | --- | --- | --- | --- | -- | -------- | ------ |
| 2016  | Black Swan Racing | Porsche 911 GT3 R | Porsche 4,0 l Flat-6 Atmo | GTD    | DAY 2 | SEB 13 | LGA | BEL | WGL 7 | MOS | LIM 12 | ELK | VIR | AUS | ATL |    | 22e      | 73     |